# ニューカレドニア大学
ニューカレドニア大学（英語: the University of New Caledonia）は、南部州 (ニューカレドニア)・ヌメアに本部を置くニューカレドニアの公立大学。1987年創立、1999年大学設置。

## 沿革
1999年にフレンチポリネシア大学から分離独立し、ニューカレドニア大学（略称、UNC）として開学した。学士・修士・博士の学位を授与できるフランスの教育機関一つである。約3000人の学生が在籍する。大学院は、ポリネシア大学（略称、UPF）との協同設置の形で、設置している。
大学の優先課題は、ニューカレドニア研究の拠点とし、具体的には4項目を掲げている。
1. 科学および教育分野で海外（オーストラリア、ニュージーランド、フィジー、ハワイ、日本、韓国、ヨーロッパ）の大学・研究機関との協力体制を築くこと。
2. 教育・研究分野においてフランスとニューカレドニア間の地域交流政策に参画すること。
3. 教員・研究員そして学生の流動性を高めること。
4. フランス語学習およびフランス語圏の普及に努めること。である。

## キャンパス
- ヌメアキャンパス

## 学部等
- 法律・経済・経営学部
- 科学・技術学部
- 文学・言語・人文科学部
- 生涯教育学部
- 小学校教師育成大学付属学院

## 大学院
- 科学・技術学研究科
- 芸術・文学・言語学研究科

## 対外関係
- 南太平洋大学
- オーストラリア国立大学
- シドニー工科大学
- ウーロンゴン大学
- ジェームズクック大学
- RMIT大学
- モナシュ大学
- オークランド大学
- ワイカト大学
- ヴィクトリア大学ウェリントン
- 成均館大学校
- コンスタンツ大学
- フアン・カルロス王大学
- エストレマドゥーラ大学
- ラドバウド大学
- ルクセンブルク大学

### 日本との協定校
- 東海大学
- 神戸大学
- 琉球大学